# Tumelo Ntsoane
Tumelo Ntsoane (ur. 17 listopada 1981) – lesotyjski piłkarz występujący na pozycji bramkarza, reprezentant Lesotho.

## Kariera klubowa
W sezonach 2004–2005 i 2005-2006, Ntsoane grał w klubie Lerotholi Polytechnic FC, który jednak nie odgrywał znaczącej roli w lidze (odpowiednio 6. i 12. miejsce w lidze).

## Kariera reprezentacyjna
Ntsoane rozegrał w reprezentacji jeden mecz międzypaństwowy w ramach eliminacji do Mistrzostw Świata 2006. W przegranym 4-1 meczu z Botswaną, Ntsoane grał przez 54 minuty po czym został zmieniony przez Shokhoe Motsoaiego. W meczu rewanżowym, Ntsoane był jedynie rezerwowym, a jego drużyna przegrała dwumecz z Botswaną i tym samym odpadła z eliminacji.